# Carlos María Perier

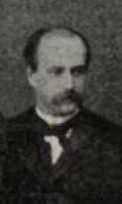
Carlos María Perier

Carlos María Perier y Gallego (Hellín, 2 de agosto de 1824-Carrión de los Condes, 27 de enero de 1893) fue un político, publicista y posteriormente sacerdote jesuita español.

## Biografía
Entre 1872 y 1879 dirigió el periódico La Defensa de la Sociedad, una de las grandes revistas intelectuales de la época, donde publicó una obra incansable de tipo filosófico y político. Fue director de Gracia y Justicia en el Ministerio de Ultramar, senador y diputado a Cortes por Albacete en tres ocasiones: en 1858, 1865 y 1876. La base de su pensamiento filosófico-político la cifraba en la familia, a la que consideraba "el elemento cardinal de la sociedad". En las Cortes se distinguió por la defensa de ideales tradicionales y católicos. Fue miembro de número de la Real Academia de Ciencias Morales y Políticas. Presentó en Cortes la primera petición de voto femenino. En 1881 se adhirió a la Unión Católica y fue un destacado miembro de la escuela pidalina. El 6 de octubre de 1887 ingresó en la Compañía de Jesús a la edad de sesenta y tres años, en el monasterio de Loyola. Falleció en la localidad palentina de Carrión de los Condes el 27 de enero de 1893.